# Sekundogenitura
Sekundogenitura (z latinského secundus – následující, druhý a genitus – narozený) je takové uspořádání dědického řádu královských, knížecích nebo šlechtických rodů, podle něhož sice prvorozený syn (primogenitus) a jeho potomstvo získává větší díl z rodinného majetku nebo nabývá vlády nad větším územím, ale zároveň získává významná majetková práva nebo nabývá vlády nad určitým územím také druhorozený syn (secundogenitus) a následně i jeho potomstvo.

## Vznik a některé známé případy
Jedná se o způsob dělení dědictví, který dává další generaci vedlejší rodové linie více majetku a prestiže, než v případě primogenitury. Na rozdíl od rozdělení země, při němž by vznikla dvě nebo i více nezávislých, samostatných území, jsou ale sekundogeniturou zachovány v rámci rodu dvě spolupracující linie. Sekundární linie může mít výrazný podíl na stabilitě a jednání rodu jako celku, ale v některých aspektech může zůstat právně závislá na primogeniturní linii. Přesněji rozdělení majetku a vztah obou linií často určovala závěť společného předka nebo mohlo být vytvoření sekundogenitury regulováno zákonem.
Zavedení sekundogenitury nemuselo být vyvoláno jen potřebou rozdělit z nějakého důvodu správu příliš rozsáhlého majetku, ale mohlo být výhodné i po získání majetku nebo teritoria, jehož vládnoucí rodina vymřela nebo byl rodu jiným způsobem nově postoupen. Princip byl použit např. v habsbursko-lotrinské dynastii, kde toskánští Habsburko-Lotrinkové byli její sekundogeniturou trvající až do roku 1859.
Uplatnil se i v některých významných šlechtických rodech sídlících v Čechách a na Moravě:
- Martinicové – zakladatelem tzv. ahníkovské sekundogenitury byl Maxmilián Quidobald (1664–1733)
- Lobkovicové – zakladatelem mělnické sekundogenitury byl Jan Jiří Kristián (1686–1753)
- Lichtenštejnové – zakladatelem moravskokrumlovské sekundogenitury, označované též jako karlovská větev, byl Karel Boromejský (1730–1789)
- Schwarzenbergové – zakladatelem orlické sekundogenitury byl  Karel Filip (1771–1820)
- Fürstenbergové – prvním představitelem křivoklátské sekundogenitury byl Maximilian Egon (1822–1873)
- Kolowrat-Krakowští – zakladatelem sekundogenitury byl Theodor (1806–1875), jehož potomci získali právo užívat predikát Kolowrat-Krakowští-Liebšteinští

Mezi francouzskými monarchisty se od roku 1830 vede spor, zda má na trůn větší právo bourbonská primogeniturní větev (Bourbon-Anjou) nebo bourbonská sekundogenitura (Bourbon-Orléans).